# Uncancylus bonariensis
Uncancylus bonariensis o Lapa Pulmonada Bonaerense es una especie de gasterópodo de agua dulce de la familia Planorbidae.

## Descripción
Concha cónica-elíptica baja, con extremos redondeados; ápice agudo curvado hacia atrás, ubicado en el cuadrante posterior derecho de la concha, sin sobrepasar su margen posterior. Concha con líneas de crecimiento, líneas radiales y pelos periostracales triangulares. Superficie del manto poco pigmentada, excepto anterior- y lateralmente, tentáculos cortos sin pigmentación y pie poco más largo que ancho, con extremos redondeados.

## Distribución
Habita ríos y arroyos que desembocan en la costa atlántica sur de la provincia de Buenos Aires, adheridos a cantos rodados.